# Ramin Rezaeian
Ramin Rezaeian (Sari, 21 maart 1993) is een Iraans voetballer die als rechtsback en als vleugelspeler kan spelen.
Hij tekende in 2017 bij KV Oostende.

## Clubcarrière
Rezaeian startte zijn profcarrière bij Saba Qom F.C. In 2013 trok hij naar Rah Ahan. In 2015 tekende hij bij Persepolis. Op 9 juli 2017 zette de Iraans international zijn handtekening onder een tweejarig contract bij KV Oostende. Op 27 juli 2017 debuteerde hij voor zijn nieuwe club in de voorronde van de UEFA Europa League tegen Olympique Marseille. Op 6 november 2018 vertrok hij naar Qatar om te gaan spelen bij Al-Shahania SC.

## Interlandcarrière

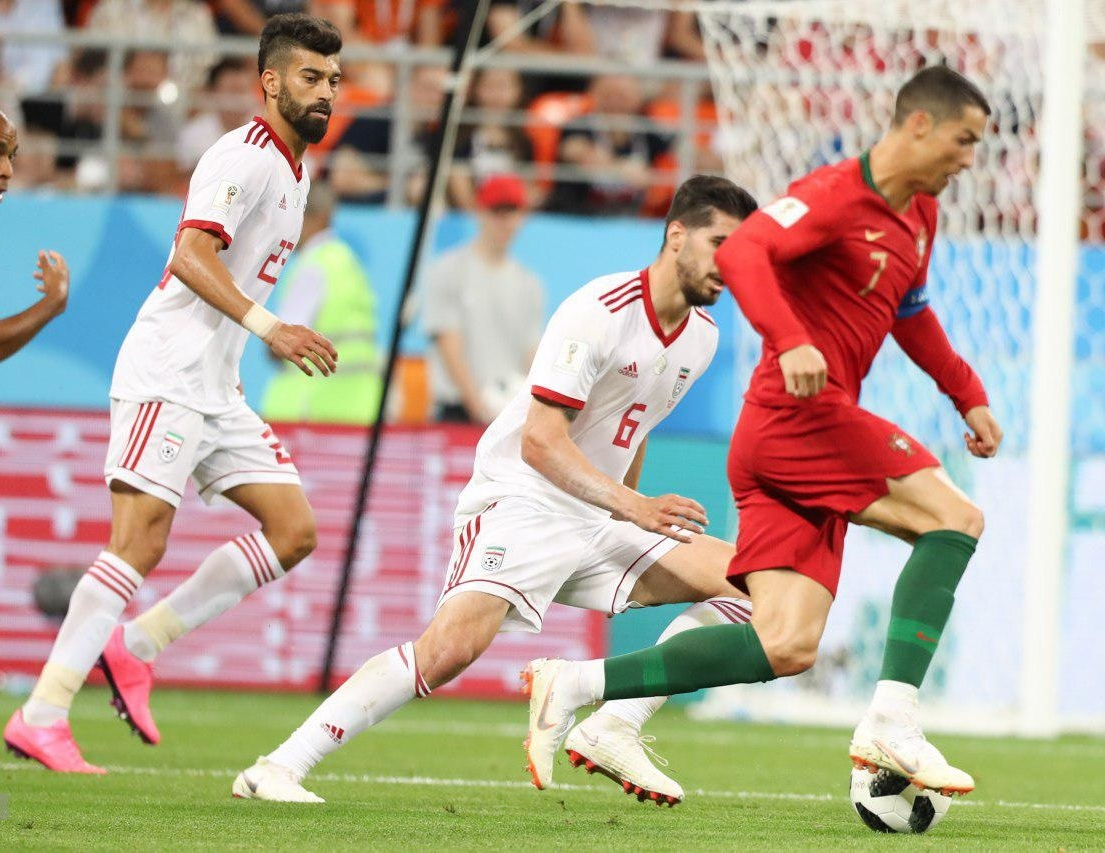
Rezaeian (links) op het WK 2018 (Iran–Portugal)

Rezaeian werd op 30 december 2014 door bondscoach Carlos Queiroz opgenomen in de selectie van Iran voor het Aziatisch kampioenschap voetbal 2015. Hij kwam echter niet in actie op het toernooi, waarin Iran tot de kwartfinale reikte.
Op 4 januari 2015 debuteerde hij voor Iran in de vriendschappelijke interland tegen Irak. Zijn eerste interlanddoelpunt maakte hij op 17 november 2015 tegen Guam. In de zomer van 2018 nam hij met Iran deel aan het WK 2018 in Rusland.